# Laevicephalus nosabe
Laevicephalus nosabe är en insektsart som beskrevs av Hicks och Whitcomb 1993. Laevicephalus nosabe ingår i släktet Laevicephalus och familjen dvärgstritar. Inga underarter finns listade i Catalogue of Life.